# Reticulitermes virginicus
Reticulitermes virginicus är en termitart som först beskrevs av Banks 1907.  Reticulitermes virginicus ingår i släktet Reticulitermes och familjen Rhinotermitidae. Inga underarter finns listade.